# Josef Korčák
Josef Korčák (17. prosince 1921 Holštejn – 5. října 2008) byl český a československý politik Komunistické strany Československa, poúnorový poslanec Národního shromáždění ČSSR a poslanec Sněmovny lidu Federálního shromáždění a České národní rady za normalizace. Působil jako dlouholetý předseda vlády České socialistické republiky v letech 1970–1987 a jako místopředseda federální vlády Československa.

## Život
Byl vyučený soustružník kovů. Od konce 40. let ale zastával četné stranické posty a byl profesionálním politikem. V letech 1948 až 1951 působil jako vedoucí tajemník Okresního výboru KSČ v Blansku. XI. sjezd KSČ ho zvolil za člena Ústředního výboru Komunistické strany Československa. XII. sjezd KSČ, XIII. sjezd KSČ, XIV. sjezd KSČ, XV. sjezd KSČ, XVI. sjezd KSČ a XVII. sjezd KSČ ho ve funkci potvrdil. V letech 1955–1960 vedoucím tajemníkem Krajského výboru KSČ v Brně. V letech 1960–1962 zastával funkci tajemníka Krajského výboru KSČ v Jihomoravském kraji.
Dlouhodobě zasedal v nejvyšších zákonodárných sborech. Po volbách roku 1960 byl zvolen za KSČ do Národního shromáždění ČSSR za Jihomoravský kraj. Poslanecké křeslo nabyl až dodatečně v červenci 1962. Mandát získal i ve volbách v roce 1964. V Národním shromáždění zasedal až do konce jeho funkčního období v roce 1968. K roku 1968 se profesně uvádí jako ministr z obvodu Blansko.
Už v období před rokem 1968 se stal členem vlád Československa. V třetí vládě Viliama Širokého zastával v letech 1962–1963 funkci ministra výstavby a pak v roce 1963 post ministra pověřeného vedením Ústřední správy energetiky. Toto portfolio si udržel i v následující vládě Jozefa Lenárta a první vládě Oldřicha Černíka až do roku 1968.
Jeho politická kariéra pokračovala během pražského jara i po Invazi vojsk Varšavské smlouvy do Československa a během normalizace. V období září 1969 – květen 1971 byl členem Byra ÚV KSČ pro řízení stranické práce v českých zemích. Od ledna 1970 do března 1987 byl členem předsednictva ÚV KSČ. Od roku 1969 do roku 1971 působil rovněž jako předseda Ústředního výboru Národní fronty.
V lednu 1970 se stal předsedou české vlády (Česká socialistická republika), když vystřídal na tomto postu Josefa Kempného. Jeho nástup do funkce byl projevem posilování konzervativních proudů v KSČ se stabilizací normalizačního režimu. Vedl pak český kabinet setrvale až do roku 1987 (vláda Josefa Kempného a Josefa Korčáka, druhá vláda Josefa Korčáka, třetí vláda Josefa Korčáka, čtvrtá vláda Josefa Korčáka a vláda Josefa Korčáka, Ladislava Adamce, Františka Pitry a Petra Pitharta). Zároveň byl členem federální československé vlády. Tento post zaujal v lednu 1970 v první vládě Lubomíra Štrougala a zachoval si ho ve všech následujících kabinetech ČSSR až do března roku 1987 (druhá vláda Lubomíra Štrougala, třetí vláda Lubomíra Štrougala, čtvrtá vláda Lubomíra Štrougala, pátá vláda Lubomíra Štrougala).
Zůstal i členem zákonodárných sborů. Po federalizaci Československa usedl roku 1969 do Sněmovny lidu Federálního shromáždění (volební obvod Blansko). Mandát získal i ve volbách roku 1971 (obvod Jihomoravský kraj), volbách roku 1976 (obvod Brno-město-jihovýchod), volbách roku 1981 (obvod Brno-město-jihovýchod) a volbách roku 1986 (Brno-město-jihovýchod). V parlamentu setrval až do ledna 1990, kdy ztratil poslanecký post v rámci kooptace do Federálního shromáždění 1989–1990 po sametové revoluci. Od roku 1971 do roku 1990 byl i poslancem České národní rady. I zde ztratil křeslo v procesu porevoluční kooptace do České národní rady 1989–1990.
V roce 1987 ho v předsednictvu ÚV KSČ i v čele české vlády nahradil Ladislav Adamec. Šlo o projev mírných personálních změn režimu na sklonku normalizace.
V roce 1990 byl z KSČ vyloučen. V roce 1994 byl Korčák stíhán v souvislosti s vyzbrojováním Lidových milic za trestný čin nedovoleného ozbrojování. Stíhání bylo v roce 2000 policií zastaveno, což navzdory stížnosti ministra spravedlnosti následně potvrdil i Nejvyšší soud.

## Vyznamenání
- Řád republiky (1971)
- Řád Vítězného února (1973)
- Řád Klementa Gottwalda (1981)
- Hrdina socialistické práce (1981)[3]